# Quirina Lechmann

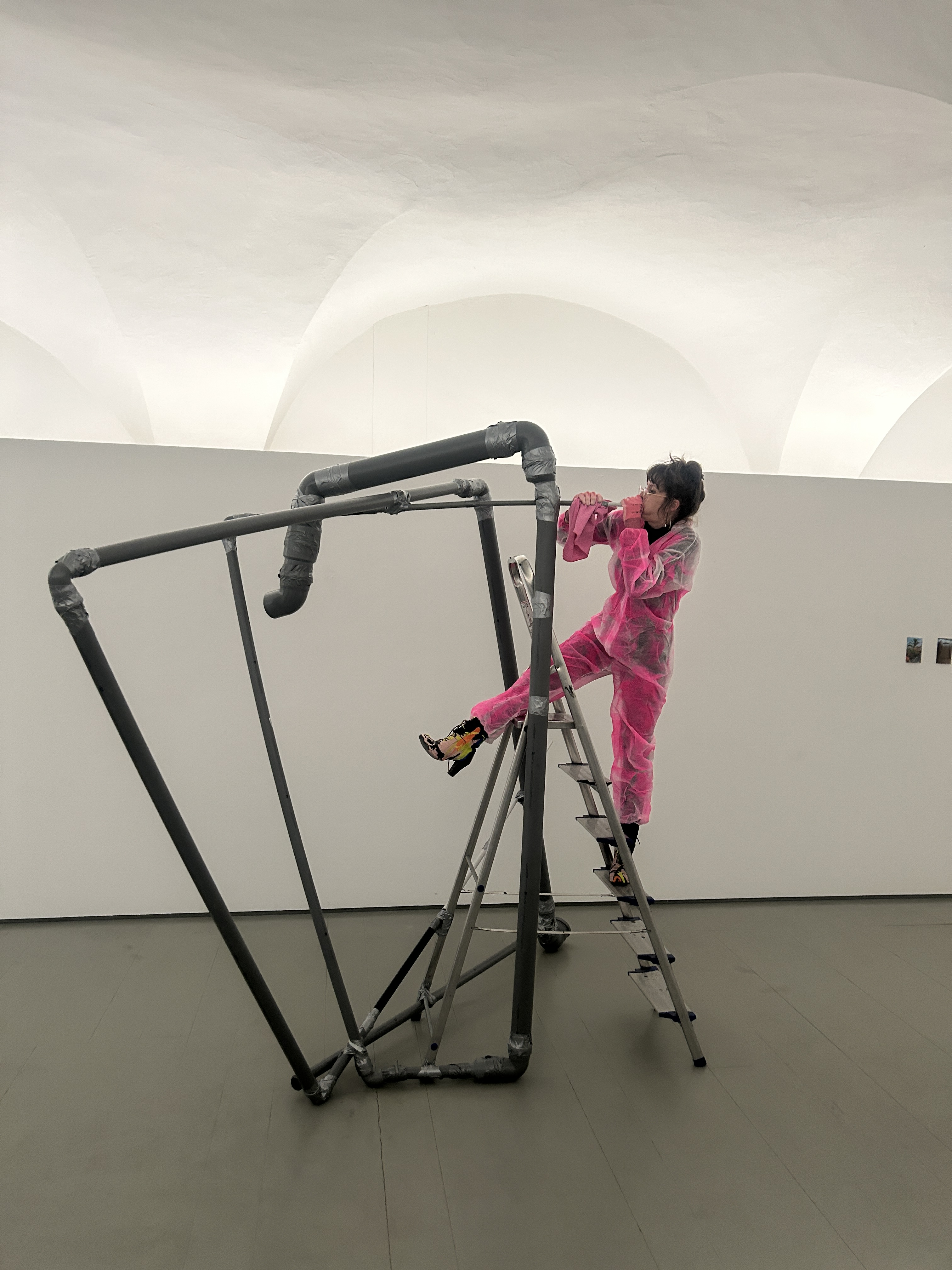
i'm not an artist, i'm a diva (Stadtgalerie im Rathaus Chur, 2025)

Quirina Lechmann ist eine schweizerisch-belgische Opernsängerin im Stimmfach lyrischer Koloratursopran und Künstlerin in den Bereichen Performance und Video.

## Leben
Quirina Lechmann ist zweisprachig, Rätoromanisch (Sursilvan) und Niederländisch, in Disentis/Mustér in Graubünden aufgewachsen. Nach der Primarschule und Matura (Hauptfach Musik) an der Klosterschule in Disentis, studierte sie zunächst Sprachen (Englisch, Deutsch und Niederländisch) an der Universität Antwerpen und absolvierte dort auch das Studium für das Höhere Lehramt. Gleichzeitig begann sie ihr Studium des klassischen Gesangs bei Stephanie Friede am Königlichen Konservatorium in Antwerpen. Mit der Entscheidung, den Gesang zum Beruf machen zu wollen, arbeitete sie danach mit Jenny Drivala, Anne Williams-King und schliesslich Adrian Baianu und Petra Lang. In Meisterkursen konnte sie von Kammersängerin Eva Randová, Sumi Jo, Mignon Dunn, Luciana Serra, Angel Joy Blue, Nuccia Focile, Inessa Galante und anderen lernen. 
Lechmann singt Partien der Oper und Operette, produziert eigene Musiktheater und Konzerte und macht Performance- und Videokunst. Sie ist zunehmend an der Kombination der Formen interessiert. Sie ist gefeiert für ihre Beweglichkeit der Stimme und funkelnde einfach-scheinende Höhe. 
Zu ihren Auftritten als Opernsängerin zählen unter anderem Violetta Valéry in La Traviata, die Königin der Nacht in Die Zauberflöte und Adele in Die Fledermaus. Im Theater war sie als Flavia Brent/Belinda Blair  in Michael Frayns der nackte Wahnsinn, die Druidin in Gschwendt/Völlinger Der Fels und das Schwert und Regula Willi  in Felix Beneschs Anno Onna zu sehen. 2023 gab sie ihr Debüt in der Carnegie Hall in New York und schrieb, produzierte und spielte in der Uraufführung von Ende Gelände (Text: Quirina Lechmann und Gianin Conrad, Komposition: Milica Ilic), einer Kammeroper mit Bagger.
Kunstperformances führten sie zu Auftritten in Kunsträumen, Galerien und Festivals. Am Antwerp Art Weekend 2023 führte sie Daily Maintenance, eine Performance mit Installation aus Wasserröhren auf. Andere Performances fanden im Kunstraum Engländerbau, am Intra Muros Kunstfestival, in der Galerie Base-Alpha in Antwerpen, der Ballroom Gallery in Brüssel und dem Kunstraum Das Esszimmer in Bonn statt.
Sie ist Initiatorin und seit 2021 Co-Direktorin des Kunstraums Scala Trun. Vorher war sie Initiatorin und von 2016 bis 2018 Co-Direktorin des Offspaces Salon Bruch Stein.

## Ausstellungen
- 2025: Reizende Aussichten!?[7], Gruppenausstellung, Haus zur Glocke, Steckborn
- 2025: i’m not an artist, i’m a diva[8], Einzelausstellung, Stadtgalerie, Chur
- 2024: 21/21 Ligia Grischa: Diversitad en colurs[9], Gruppenausstellung, Cularta, Laax
- 2024: Road Trip, Gruppenausstellung, Bureau d’art et de Recherche, Roubaix, Frankreich
- 2023: Ende Gelände[10], Kunstinterventionen, Pulvermühlestr. 58, Chur
- 2023: Moving Mountains, Ausstellungsprojekt mit der Galerie Valerie Traan und der Galerie Base-Alpha, Antwerp Art Weekend[11]
- 2023: How to Move Mountains, DAS ESSZIMMER, Stockholm Independent Art Fair[12]
- 2022: Imaginary Mountains, Ballroom Gallery, Brüssel

## Eigene Produktionen
- 2024: Mandolina, Alpenstrauss & Parasol, Musiktheater, Postremise, Chur, und Scala Trun[13]
- 2024: ménage à trois, Musiktheater, Postremise, Chur, und Scala Trun
- 2023: Ende Gelände, Oper, Idee/Produktion/Hauptrolle, Pulvermühlestr. 58, Chur
- 2023: Hasi Farinelli, Musiktheater mit eigenen Kompositionen, Postremise, Chur[14]
- 2022: Dinner for a Diva, Musiktheater nach Dinner for One (2020 wegen Corona gefilmt,[15] 2022 aufgeführt), Idee/Produktion/Hauptrolle, Postremise, Chur
- 2022: E-O, Oper mit E-Gitarre, mit Andi Schnoz, Delegiertenversammlung Visarte Schweiz, und Kulturraumnetzwerk Chur
- 2022: es lichtet sich der Nebel und es wird alles sonnenklar, Konzertreihe mit Harfe
- 2019: Miu Mozart, deutsche Mozartarien auf Romanisch, Idee/Übersetzung/Produktion
- 2019: Karton Age, Musiktheater/Performance mit AntiPro, Schedhalle Frauenfeld[16]
- 2018: Musik-Pick-Nick, Real-Life-Musiktheater im Wald, Idee/Produktion/Hauptrolle

## Auszeichnungen
- 2022: Atelierstipendium Belgrad, Stadt Chur[17]
- 2017: Preis Kleine Projekte, Kanton Graubünden[18]

## Diskografie
- 2019: Miu Mozart, Wolfgang Amadeus Mozart auf Rätoromanisch (Sursilvan)[19]